# Jakt på främmande ubåt
Jakt på främmande ubåt (eng. The Bedford Incident) är en brittisk-amerikansk långfilm från 1965 i regi av James B. Harris, med Richard Widmark, Sidney Poitier, James MacArthur och Martin Balsam i rollerna.
Filmen inspirerades av Moby-Dick, den vita valen av Herman Melville, men bygger på boken Intermezzo i Ishavet av Mark Rascovich.

## Handling
Den amerikanska jagaren USS Bedford upptäcker en sovjetisk ubåt i GIUK-gapet nära den grönländska kusten. Trots att länderna inte är i krig jagar kaptenen Eric Finlander (Richard Widmark) sitt byte utan nåd. Med på båten finns den civila fotojournalisten Ben Munceford (Sidney Poitier) och Nato-rådgivaren (och före detta ubåtskaptenen) Wolfgang Schrepke (Eric Portman).

## Rollista
| Richard Widmark   | – Captain Eric Finlander U.S.N.                |
| Sidney Poitier    | – Ben Munceford                                |
| James MacArthur   | – Ensign Ralston                               |
| Martin Balsam     | – Lieut Cmdr. Chester Potter, M.D., U.S.N.     |
| Wally Cox         | – Seaman Merlin Queffle                        |
| Eric Portman      | – Commodore Wolfgang Schrepke Deutsche Marine  |
| Michael Kane      | – Commander Allison Executive Officer - Bridge |
| Colin Maitland    | – Seaman Jones - Bridge                        |
| Donald Sutherland | – Hospitalman Nerney                           |